# 暫停生命
暫停生命、生命暫停（英語：Suspended animation），又可稱為人工休眠或人工冬眠（英語：Artificial hibernation）是通過外在的方法（如醫療科技）將生命的過程減慢至近乎暫定的跡象，但生命不會死亡。心跳及呼吸可仍然存在，但只能透過機器測量。
除醫學及救援用途外，暫停生命亦被視作人類實現長途遠程太空旅行計劃的科技之一。

## 相關實驗
- 2005年4月，有使用化學方法的實驗成功在老鼠上通過。
- 2005年7月，科學家成功在狗隻中通過了一次實驗：科學家把狗隻的血抽走，把冷凍的保護液放進牠們的循環系統，嘗試在暫停血液流動下保存牠們的生命。在三小時臨床死亡後，科學家再把血輸入它們的循環系統，用電擊使它們回復心跳。該次實驗中，大部分的狗隻均成功復原，不過也有少部分狗隻出現腦部傷害。
- 2006年1月亦有科學家也成功在豬隻中通過實驗，該醫生聲稱這個實驗已做了200次，成功率達90%。 [2][3][4][5][6]

## 參看
- 生命延續
- 人體冷凍技術
- 冬眠
- 隱生
- 太空旅行
- 生物停滯

## 外部連結
- 引進暫停生命技術 (Suspended Animation technology arrives)